# Stanisław Kudelski (oficer)
Stanisław Kudelski (ur. 5 maja 1890 w Mończyncach, zm. 10 maja 1942 w Auschwitz-Birkenau) – major audytor Wojska Polskiego, działacz niepodległościowy.

## Życiorys
Urodził się 5 maja 1890 w Mończyncach (Monczycach), w powiecie starokonstantynowskim guberni wołyńskiej. Był wujem późniejszego księdza Zdzisława Peszkowskiego, którego matka pochodziła z rodu Kudelskich herbu Ślepowron (rodzina Peszkowskich zamieszkiwała w Sanoku).
W C. K. Armii został mianowany kadetem piechoty w rezerwie z dniem 1 stycznia 1913. Był przydzielony do 45 pułku piechoty, jednostki z garnizonami w Przemyślu i w Sanoku. Podczas I wojny światowej był zweryfikowany jako chorąży w rezerwie z dniem 1 stycznia 1913. W tym charakterze był przydzielony nadal do 45 pułku piechoty do 1918.
Po odzyskaniu przez Polskę niepodległości został przyjęty do Wojska Polskiego. Został awansowany na stopień kapitana w korpusie oficerów zawodowych piechoty ze starszeństwem z dniem 1 czerwca 1919. Według stanu z lat 1923, 1924 był oficerem 45 pułku piechoty w Równem. W latach 20. został przeniesiony do korpusu oficerów zawodowych sądowych, zweryfikowany w stopniu kapitana ze starszeństwem z dniem 1 czerwca 1919. W 1928 był na liście z lokatą 2. Służył wówczas w Wojskowym Sądzie Okręgowym Nr III. Następnie został awansowany na stopień majora audytora ze starszeństwem z dniem 1 stycznia 1930. W marcu 1939 nadal pełnił służbę WSO Nr III na stanowisku sędziego orzekającego. W tym okresie zamieszkiwał nadal w Wilnie.
Po wybuchu II wojny światowej pełnił funkcje szefa szef służby sprawiedliwości Armii „Prusy” oraz Frontu Północnego.
W czasie okupacji niemieckiej został aresztowany i osadzony w więzieniu w Sanoku 3 lutego 1942. Przebywał do 24 lutego 1942, po czym został skierowany do Tarnowa. Później został osadzony w niemieckim obozie koncentracyjnym Auschwitz-Birkenau 25 marca 1942. Otrzymał tam numer obozowy 27193. Poniósł śmierć 10 maja 1942.

## Odznaczenia
- Złoty Krzyż Zasługi[20]
- Medal Niepodległości – 2 sierpnia 1931 „za pracę w dziele odzyskania niepodległości”[25][1][26][19]
- Medal Zwycięstwa – przed 1928[18]

4 czerwca 1938 Komitet Krzyża i Medalu Niepodległości rozpatrzył ponownie wniosek Stanisława Kudelskiego, lecz Krzyża Niepodległości nie przyznał.